# Sagehorn

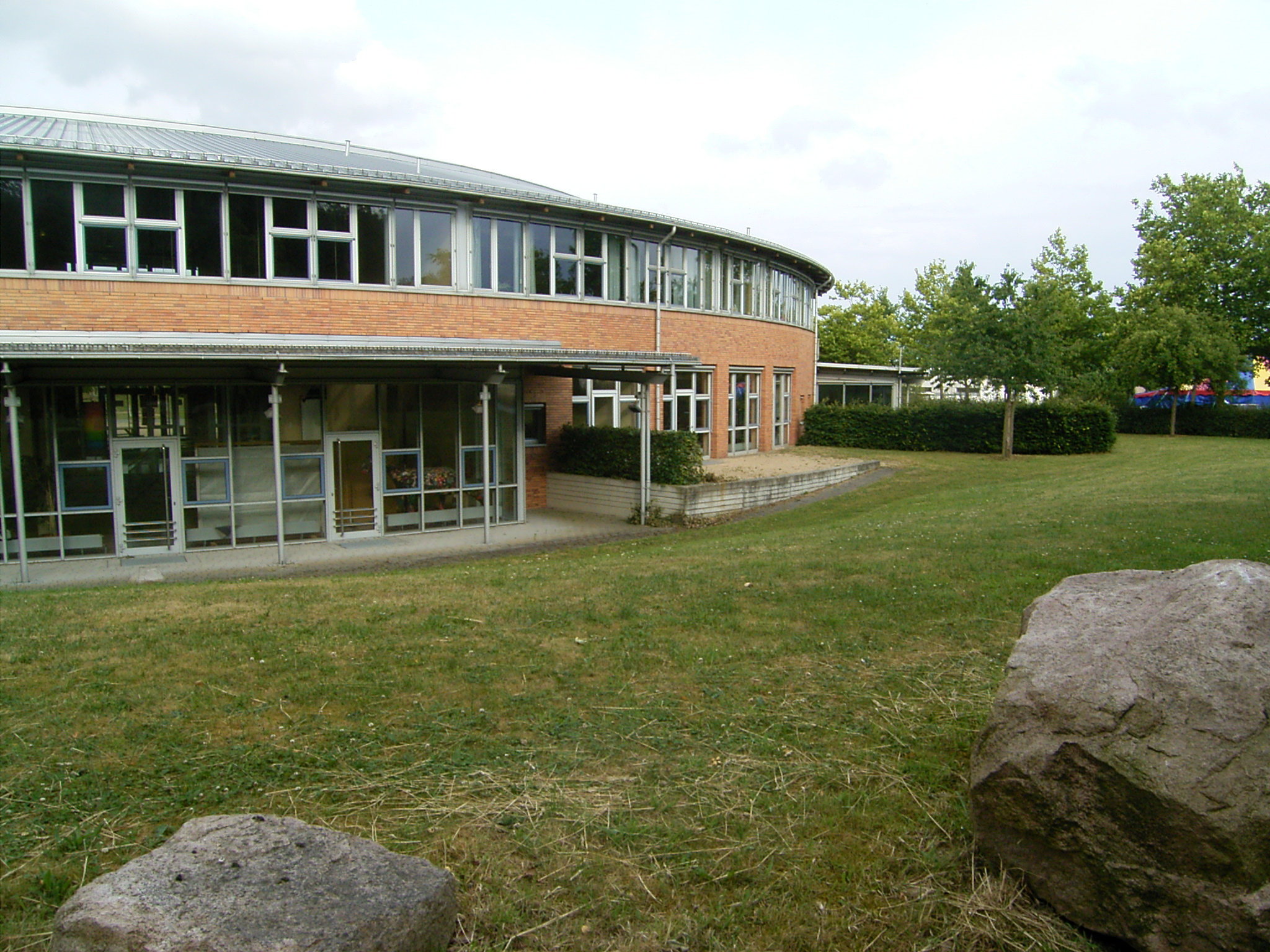
Grundschule Sagehorn

Sagehorn ist ein Ortsteil der Gemeinde Oyten im niedersächsischen Landkreis Verden.

## Geografie
Der Ortsteil liegt nördlich vom Kernbereich von Oyten. Nördlich liegt die von der Wümme durchflossene Wümmeniederung. Ein großer Teil der Niederung bildet das 772 ha große Naturschutzgebiet Fischerhuder Wümmeniederung. Die Wümme ist hier nicht mehr schiffbar.

## Verkehr
Durch Sagehorn verläuft die Kreisstraße 2, die den Ort mit Oyten im Süden und Fischerhude im Nordosten verbindet. Die A 1 verläuft südlich und die A 27 westlich von Sagehorn.
Von der Bahnstrecke Wanne-Eickel–Hamburg zweigt im Bahnhof Sagehorn die primär vom Güterverkehr genutzte Umfahrung Bremens direkt zur Eisenbahnbrücke Dreye ab. In Sagehorn hält die Regionalbahn-Linie zwischen Bremen und Hamburg. Seit dem 12. Dezember 2021 halten Personenzüge nicht mehr im Bahnhof Sagehorn, sondern am neu errichteten Haltepunkt Sagehorn rund 800 Meter westlich davon. Durch Sagehorn verkehrt je eine Buslinie des Bürgerbusses Oyten nach Oyten und des Bürgerbusses Ottersberg nach Ottersberg über Fischerhude.